# Kasteel van Sterrebeek (Lokeren)
Het Kasteel (van) Sterrebeek was een waterburcht die gelegen was in de Belgische stad Lokeren, waarvan enkel resten zijn bewaard gebleven in een 19e-eeuws gebouw. Het kasteel stond op het Land van Cortewille dat geprangd zat tussen de Oude Vismijn en de Grote Markt en lag aan de Durme en de Lede. Volgens een plan uit 1569 ging het om een gebouw bestaande uit een opperhof en een neerhof met een toegangspoort en een gracht eromheen. De grachten werden in de loop van de 17e eeuw gedempt.

Restanten van het Kasteel van Sterrebeek
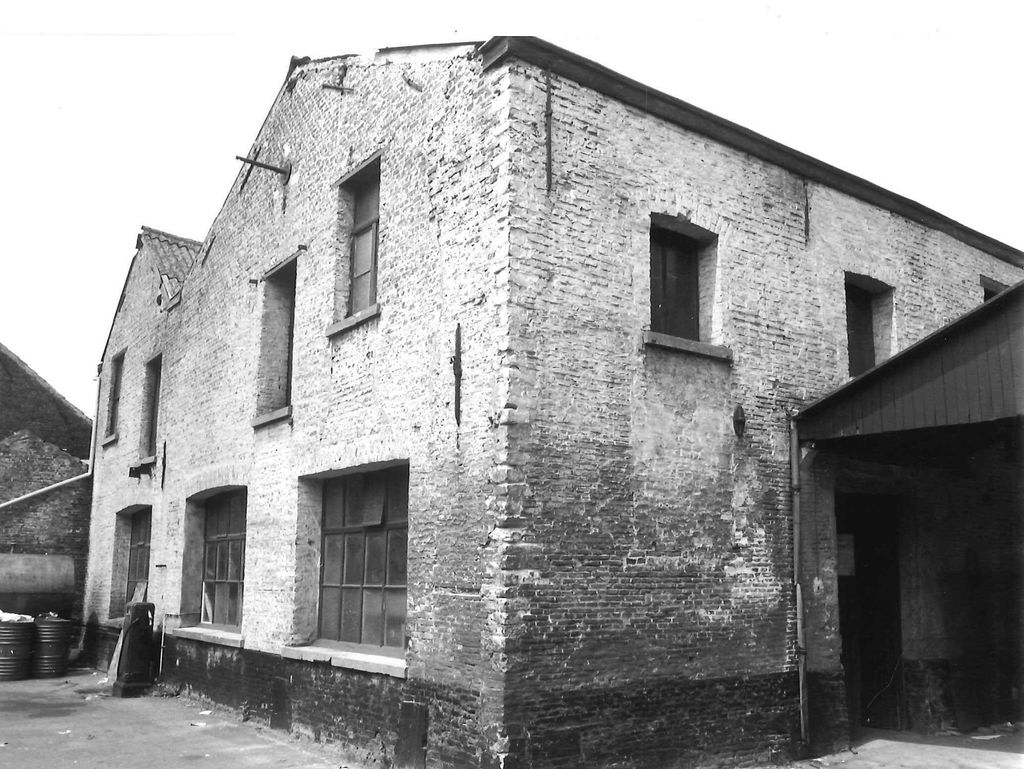
Restanten van het Kasteel van Sterrebeek die geïntegreerd zijn in een 19e-eeuws gebouw.
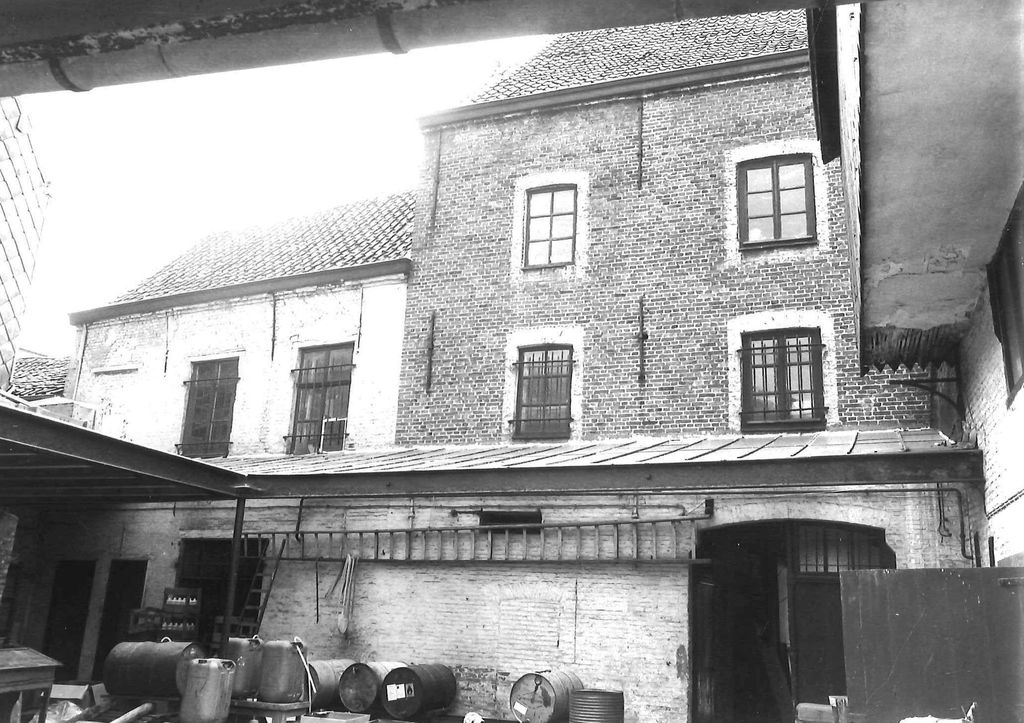
Een korfboogdeur (rechtsonder) als overblijfsel van het Kasteel van Sterrebeek